# Maurice Bouton
Maurice Paul René Monney-Bouton (París, 24 de febrer de 1892 - Clichy, Hauts-de-Seine, 15 de juny de 1965) va ser un remer francès que va competir a començaments del segle xx.
El 1920 va prendre part en els Jocs Olímpics d'Anvers, on guanyà la medalla de plata en la competició del dos amb timoner del programa de rem, formant equip amb Gabriel Poix i Ernest Barberolle.
Quatre anys més tard, als Jocs de París, guanyà la medalla de plata en la competició del dos sense timoner del programa de rem, formant equip amb Georges Piot.
El 1913 i 1920 es proclamà campió d'Europa de rem de dos amb timoner.